# DMX Krew
DMX Krew — британский электронный музыкальный соло проект Эда Аптона.

## История
DMX Krew выпустил 5 LP альбомов на лейбле Rephlex Records и множество синглов и EP на лейблах Rephlex и Breakin' Records. Дебютный альбом Sound of the Street появился в 1996 году. Звук DMX Krew представляет собой смесь различных электронных течений с ответвлениями в экспериментальную музыку, например, в EP The Collapse of the Wave Function.

## Дискография

### Альбомы
- 1996 — Sound of the Street
- 1997 — Ffressshh!
- 1998 — Nu Romantix
- 1999 — We are DMX
- 2004 — The Collapse of the Wave Function LP
- 2005 — Many Worlds (The Collapse Of The Wave Function Volume 4)
- 2005 — The Transactional Interpretation (The Collapse Of The Wave Function Volume 5)
- 2005 — Kiss Goodbye
- 2005 — Wave:CD

### EP
- 1995 — Got You on My Mind
- 1996 — Cold Rockin' with the Krew
- 1997 — DMX Bass/Rock Your Body
- 1997 — You Can’t Hide Your Love
- 1997 — You Can’t Hide Your Love Remixes
- 1998 — Adrenalin Flow
- 1998 — Party Beats
- 1998 — Showroom Dummies
- 1998 — 17 Ways to Break My Heart
- 1999 — Back to the Bass
- 1999 — Cats on Mars (Remix)
- 1999 — Smash Metal (Двойной-7" вместе с Chicks on Speed)
- 2002 — Seedy Films
- 2002 — Soul Miner
- 2004 — The Collapse of the Wave Function Volume 1
- 2004 — The Collapse of the Wave Function Volume 2
- 2005 — Body Destruction
- 2007 — Snow Cub
- 2008 — Ionospheric Exploration
- 2008 — SH101 Triggers MS10
- 2008 — Bass Drop
- 2009 — Bongard Problems
- 2009 — Wave Funk Volume 1

### Сборники
- 2001 — The Braindance Coincidence (Rephlex)
- 2003 — Rephlexions! An Album Of Braindance! (Rephlex)

### Клипы
- You Can’t Hide Your Love

## Интересные факты
- Несмотря на сходство названий, группа DMX Krew не имеет ничего общего с hip-hop артистом DMX.
- Эд Аптон появляется ещё под псевдонимами: EDMX, ED DMX, Bass Potato, Computer Rockers, House Of Brakes, Raw DMX.